# HM Cancri
RX J0806.3+1527 còn được gọi là HM Cancri (đôi khi được rút ngắn thành HM Cnc hoặc J0806 sau khi thiết lập danh tính) là một hệ sao đôi  cách Trái Đất khoảng 1600 năm ánh sáng (490 pc; 1,5 × 1016 km). Nó bao gồm hai sao lùn trắng dày đặc quay quanh nhau, hoàn thành một vòng quỹ đạo trong 321,5 giây (trong hệ thống này, thời lượng "năm" chỉ là 5,4 phút), ở khoảng cách ước tính chỉ cách nhau 80.000 km (50.000 dặm) (khoảng 1/5 khoảng cách giữa Trái đất và Mặt trăng). Hai ngôi sao này quay quanh nhau với tốc độ vượt quá 400 km/giây (890.000 dặm / giờ). Mỗi ngôi sao được ước tính có khối lượng bằng một nửa Mặt trời. Giống như các sao lùn trắng điển hình, mật độ vật chất của chúng cực kỳ dày đặc, được cấu tạo từ vật chất thoái hóa, và do đó có bán kính theo thứ tự bán kính Trái đất. Các nhà thiên văn học cho rằng hai ngôi sao cuối cùng sẽ hợp nhất, dựa trên dữ liệu từ nhiều vệ tinh tia X, chẳng hạn như Đài quan sát tia X Chandra, XMM-Newton và Swift Gamma-Ray Burst Mission. Những dữ liệu này cho thấy chu kỳ quỹ đạo của hai ngôi sao đang giảm rất chậm với tốc độ 1,2 mili giây mỗi năm khi chúng tiến gần nhau hơn khoảng 60 cm (2,0 ft) mỗi ngày. Với tốc độ này, chúng có thể hợp nhất trong khoảng 340.000 năm nữa. Với chu kỳ quay 5,4 phút, RX J0806.3 + 1527 là hệ sao lùn trắng nhị phân có chu kỳ quỹ đạo ngắn nhất hiện được biết đến.

## Quan sát
Vì RX J0806.3 + 1527 là một cặp sao lùn trắng nên nó có độ sáng quang học tương đối thấp. Vòng quỹ đạo 321,5 s của RX J0806.3 + 1527 được tình cờ phát hiện vào năm 1999 nhờ dự án ROSAT phân tích dải tia X. Các quan sát tiếp theo về mặt quang học với Kính viễn vọng Rất lớn ESO (VLT), Telescopio Nazionale Galileo (TNG) và Kính viễn vọng Quang học Bắc Âu (NOT) cho phép xác định được đối tượng, một vật thể tương đối mờ (20,7 độ lớn trong bộ lọc B) cho thấy một quỹ đạo quang học cùng thời kỳ được phát hiện trong dải tia X. Việc giám sát quang học của RX J0806.3 + 1527 trong giai đoạn 2001-2004 cho thấy rõ ràng rằng chu kỳ này đang giảm với tốc độ khoảng 1/1000 giây hay 1ms mỗi năm. Kết quả này đã được xác nhận bằng cách theo dõi nguồn trong tia X trong vài năm.

## Liên quan đếnthuyết tương đối rộng
Sự phân tách giảm dần của các thành phần của hệ thống có nghĩa là hệ thống đang mất năng lượng quỹ đạo. Thuyết Tương đối rộng của Albert Einstein dự đoán một hệ thống như vậy sẽ mất năng lượng quỹ đạo thông qua việc tạo ra sóng hấp dẫn. Các nhà khoa học tin rằng RX J0806.3 + 1527 có thể là một trong những nguồn sóng hấp dẫn mạnh nhất trong thiên hà Ngân Hà.